# Barueri Volleyball Club
Il Barueri Volleyball Club è una società pallavolistica femminile brasiliana, con sede a Barueri: milita nel campionato brasiliano di Superliga Série A.

## Storia
La formazione di pallavolo femminile del Grêmio Recreativo Barueri viene fondata nel 1989, lavorando esclusivamente a livello giovanile, fino a quando nell'estate del 2013, in seguito al ritiro del neonato club di Jacareí, ne prende il posto in Superliga Série A. L'attività nella pallavolo professionistica dura tuttavia una sola annata, così, dopo il sesto posto al Campionato Paulista ed il nono posto nella Superliga Série A 2013-14, appena fuori dai play-off, la prima squadra viene eliminata dai programmi del club, che torna a concentrarsi sul proprio settore giovanile. Grazie al supporto economico e tecnico di José Roberto Guimarães, tuttavia, fra il 2016 e il 2017 la formazione ottiene dapprima la vittoria della Coppa d'Argento che le consente di partecipare alla Superliga Série B 2017 e quindi la promozione in Superliga Série A.

## Rosa 2013-2014
| N° | Nome                 | Ruolo | Data di nascita   | Nazionalità sportiva |
| -- | -------------------- | ----- | ----------------- | -------------------- |
| -  | Mauricio Thomas      | All   |                   | Brasile              |
| 1  | Juma da Silva        | P     | 17 gennaio 1993   | Brasile              |
| 2  | Jessica Dallmann     | C     | 27 novembre 1991  | Brasile              |
| 3  | Fernanda Ferreira    | P     | 10 gennaio 1980   | Brasile              |
| 4  | Natasha Barros       | S     | 24 settembre 1989 | Brasile              |
| 5  | Eduarda Kraisch      | O     | 7 maggio 1993     | Brasile              |
| 6  | Cibele Barboza       | S     | 16 luglio 1981    | Brasile              |
| 7  | Thaís Barbosa        | S     | 3 febbraio 1980   | Brasile              |
| 8  | Fernanda da Silva    | C     | 15 luglio 1984    | Brasile              |
| 9  | Mariana Costa        | S     | 30 luglio 1986    | Brasile              |
| 10 | Thais Saraiva        | L     | 28 febbraio 1992  | Brasile              |
| 11 | Maria Isabel Tavares | L     | 19 settembre 1985 | Brasile              |
| 12 | Bruna Rocha Costa    | P     | 30 gennaio 1995   | Brasile              |
| 13 | Amanda Soares        | C     | 7 luglio 1992     | Brasile              |
| 14 | Renata Maggioni      | C     | 21 aprile 1988    | Brasile              |
| 15 | Bruna Gianlorenco    | S     | 27 ottobre 1988   | Brasile              |
| 16 | Luciane Escouto      | C     | 21 giugno 1987    | Brasile              |
| 17 | Renata Colombo       | O     | 25 febbraio 1981  | Brasile              |
| 18 | Sonaly Cidrão        | S     | 10 giugno 1993    | Brasile              |
| 19 | Andrea Teixeira      | L     | -                 | Brasile              |

## Denominazioni precedenti
- 1989-2018: Grêmio Recreativo Barueri